# Don Juan (film, 1998)
Don Juan je francouzsko-německo-španělský hraný film z roku 1998, který režíroval Jacques Weber podle Molièrovy divadelní hry Dom Juan. Snímek měl světovou premiéru dne 18. března 1998.

## Obsazení
| Jacques Weber     | Don Juan    |
| Michel Boujenah   | Sganarelle  |
| Emmanuelle Béart  | Elvire      |
| Penélope Cruzová  | Mathurine   |
| Ariadna Gil       | Charlotte   |
| Denis Lavant      | Pierrot     |
| Michael Lonsdale  | Don Luis    |
| Jacques Frantz    | Don Alonse  |
| Pierre Gérard     | Carlos      |
| Arnaud Bedouët    | La Violette |
| Philippe Khorsand | Dimanche    |
| Lucas Uranga      | Ragotin     |
| Pedro Casablanc   | Lucas       |

## Ocenění
- César: nominace na nejlepší kostýmy (Sylvie de Segonzac)